# Ronald Susilo

Ronald Susilo

Ronald Susilo (* 6. Juni 1979 in Kediri, Indonesien) ist ein singapurischer Badmintonspieler.

## Karriere
Ronald Susilo begann mit dem Badmintonsport im Alter von acht Jahren im Pelita Jaya Club in Jakarta. Später studierte er an der Anglo-Chinese School für die Sekundärbildung mit einem Stipendium. Er spricht Englisch und Malaysisch und versteht gesprochenes Chinesisch. Mit 19 Jahren wurde er singapurischer Nationalspieler. Bei der Eröffnungsfeier der Olympischen Sommerspiele 2004 war er der nationale Flaggenträger Singapurs. Er heiratete die Singapurerin Li Jia Wei, eine nationale Tischtennisspielerin.
Susilo spielte Badminton bei Olympia 2004 im Männereinzel und schlug den an Nummer eins gesetzten Lin Dan aus China und Björn Joppien aus Deutschland in den ersten beiden Runden. Im Viertelfinale unterlag Susilo gegen Boonsak Ponsana aus Thailand mit 15:10, 15:1.

## Sportliche Erfolge
| Saison    | Veranstaltung                   | Disziplin    | Platz | Name          |
| --------- | ------------------------------- | ------------ | ----- | ------------- |
| 1999      | Hongkong Open                   | Herreneinzel | 5     | Ronal Susilo  |
| 2001      | Hongkong Open                   | Herreneinzel | 5     | Ronald Susilo |
| 2001      | Thailand Open                   | Herreneinzel | 3     | Ronald Susilo |
| 2003      | Weltmeisterschaft               | Herreneinzel | 9     | Ronald Susilo |
| 2003      | Thailand Open                   | Herreneinzel | 1     | Ronald Susilo |
| 2004      | Japan Open                      | Herreneinzel | 1     | Ronald Susilo |
| 2004      | Olympia                         | Herreneinzel | 5     | Ronald Susilo |
| 2004      | All England                     | Herreneinzel | 3     | Ronald Susilo |
| 2005      | Thailand Open                   | Herreneinzel | 3     | Ronald Susilo |
| 2006      | Bitburger Open                  | Herreneinzel | 1     | Ronald Susilo |
| 2006      | New Zealand Open                | Herreneinzel | 2     | Ronald Susilo |
| 2007/2008 | Singapur: Einzelmeisterschaften | Herreneinzel | 1     | Ronald Susilo |
| 2008      | Olympia                         | Herreneinzel | 17    | Ronald Susilo |